# Stelling van Wolstenholme
in de getaltheorie, een deelgebied van de wiskunde, zegt de stelling van Wolstenholme dat voor ieder priemgetal p ≥ 5 de onderstaande congruentie geldt:
{\displaystyle {\binom {2p-1}{p-1}}\equiv 1{\pmod {p^{3}}}}.
Hierin stelt het symbool in het linkerlid zoals gebruikelijk een binomiaalcoëfficiënt voor.
Voor p=7 geeft de stelling bijvoorbeeld dat 1716 één groter is dan een veelvoud van 343.

## Geschiedenis
In 1862 publiceerde Joseph Wolstenholme (1829 - 1891), docent aan de Universiteit van Cambridge, de naar hem genoemde stelling in zijn artikel. In hetzelfde artikel gaf hij ook het bewijs voor de volgende congruenties
{\displaystyle 1+{1 \over 2}+{1 \over 3}+...+{1 \over p-1}\equiv 0{\pmod {p^{2}}}}
en
{\displaystyle 1+{1 \over 2^{2}}+{1 \over 3^{2}}+...+{1 \over (p-1)^{2}}\equiv 0{\pmod {p}},}
waarbij een congruentie als
{\displaystyle a/b\equiv c{\pmod {n}}} ,
met a,b en c gehele getallen en a en b relatief priem, moet worden opgevat als alternatieve schrijfwijze voor
{\displaystyle b\times c\equiv a{\pmod {n}}}.
Overigens bewees Charles Babbage reeds in 1819 een soortgelijke congruentie als de stelling van Wolstenholme, maar dan met de zwakkere modulus p2.

## Logische omkering
De logische omkering van de stelling luidt: als de in de inleiding genoemde congruentie waar is voor een geheel getal p, dan is p een priemgetal. Men vermoedt dat de omkering waar is, dus dat het gelden van de congruentie een noodzakelijke en voldoende voorwaarde is voor priem-zijn. Ondanks uitgebreid onderzoek en enkele veelbelovende vorderingen blijft het volledige bewijs van dit vermoeden een moeilijk onopgelost probleem.
1. ↑  (en)  J. Wolstenholme (1862), "On the properties of certain prime numbers". Quarterly Journal of Mathematics (5: 35-39)